# Reposaari (ö i Kajanaland, Kajana)
Reposaari är en ö i Finland. Den ligger i sjön Kusianjärvi och i kommunen Sotkamo i den ekonomiska regionen  Kajana ekonomiska region  och landskapet Kajanaland, i den centrala delen av landet, 500 km norr om huvudstaden Helsingfors. Öns area är 0,2 hektar och dess största längd är 140 meter i sydöst-nordvästlig riktning.